# Brzezno Małe
Brzezno Małe (nazwa alternatywna Brzeźno Małe)– przysiółek wsi Osolin w Polsce,  położony w województwie dolnośląskim, w powiecie trzebnickim, w gminie Oborniki Śląskie.
Ma skanie mapy 1:10000 w geoportalu występuje pod nazwą Brzeźno Małe.
Przysiółek jest częścią składową sołectwa Osolin.
W latach 1975–1998 przysiółek należał administracyjnie do województwa wrocławskiego.